# 설창희
설창희(1982년 2월 16일 ~ )는 대한민국의 배우이다.

## 학력
- 수원과학대학 연기영상과 학사

## 출연작

### 영화
- 《사랑하는 소녀》 (2003년) - 종환 역
- 《기다린다》 (2007년) - 젊은애 1 역
- 《연인들 - 올가을의 트렌드》 (2008년)
- 《이별의 능력》 (2009년) - 창희 역
- 《악마를 보았다》 (2010년) - 잠복 형사 역
- 《러브픽션》 (2012년) - 동호회장 역
- 《타워》 (2012년) - 도로앞 사람들 역
- 《나의 PS 파트너》 (2012년) - 승준 직장동료 1 역
- 《박수건달》 (2013년) - 동료의사 역
- 《변호인》 (2013년) - 기자 1 역
- 《감기》 (2013년) - 응급실인턴 역
- 《대호》 (2015년) - 20사단 장교 2 역
- 《비밀은 없다》 (2016년) - 조 형사 역
- 《최악의 하루》 (2016년) - 경찰관 역
- 《채씨 영화방》 (2017년) - 현철 역
- 《아이 캔 스피크》 (2017년) - 토론면접자 2 역
- 《공작》 (2018년) - 언론사 기자 역
- 《걸캅스》 (2019년) - 서진의사 역
- 《얼굴없는 보스》 (2019년) - 기자 1 역
- 《해치지않아》 (2020년) - 남자 변호사 1 역
- 《조제》 (2020년) - 현영 역

### 드라마
- 《내 연애의 모든 것》 (2013년, SBS) - 진상조 역
- 《불의 여신 정이》 (2013년, MBC)
- 《메디컬 탑팀》 (2013년, MBC) - 구급대원 역
- 《12년만의 재회: 달래 된, 장국》 (2014년, JTBC) - 의사 역
- 《너희들은 포위됐다》 (2014년, SBS) - 기자 역
- 《가족끼리 왜 이래》 (2014년~2015년, KBS2) - 결혼식 사회자 역
- 《오만과 편견》 (2014년, MBC) - 형사 역
- 《킬미힐미》 (2015년, MBC) - 의류판매하는 남자 역
- 《달콤한 비밀》 (2015년, KBS2)
- 《사랑하는 은동아》 (2015년, JTBC)
- 《어셈블리》 (2015년, KBS2)
- 《디데이》 (2015년, JTBC)
- 《라이더스: 내일을 잡아라》 (2015년, E채널 & 드라마큐브)
- 《처음이라서》 (2015년, On Style)
- 《딴따라》 (2016년, SBS)
- 《굿 와이프》 (2016년, tvN)
- 《시그널》 (2016년, tvN)
- 《장영실》 (2016년, KBS1)
- 《쇼핑왕 루이》 (2016년, MBC)
- 《몬스터》 (2016년, MBC)
- 《청춘시대》 (2016년, JTBC)
- 《월계수 양복점 신사들》 (2017년, KBS2)
- 《빙구》 (2017년, MBC)
- 《맨투맨》 (2017년, JTBC)
- 《KBS 드라마 스페셜 - 강덕순 애정 변천사》 (2017년, KBS2)
- 《의문의 일승》 (2017년, SBS)
- 《이리와 안아줘》 (2018년, MBC)
- 《남자친구》 (2018년, tvN)
- 《진심이 닿다》 (2019년, tvN)
- 《특별근로감독관 조장풍》 (2019년, MBC)
- 《어비스》 (2019년, tvN)
- 《바람이 분다》 (2019년, JTBC)
- 《닥터 로이어》 (2022년, MBC) - 부검의 역
- 《이상한 변호사 우영우》 (2022년, ENA) - 의사 역

### 연극
- 《광기의 역사》

### CF
- 불스원 - 레인OK 워셔 성에를 손쉽게 싹 (2011년)